# Chilkootpasset

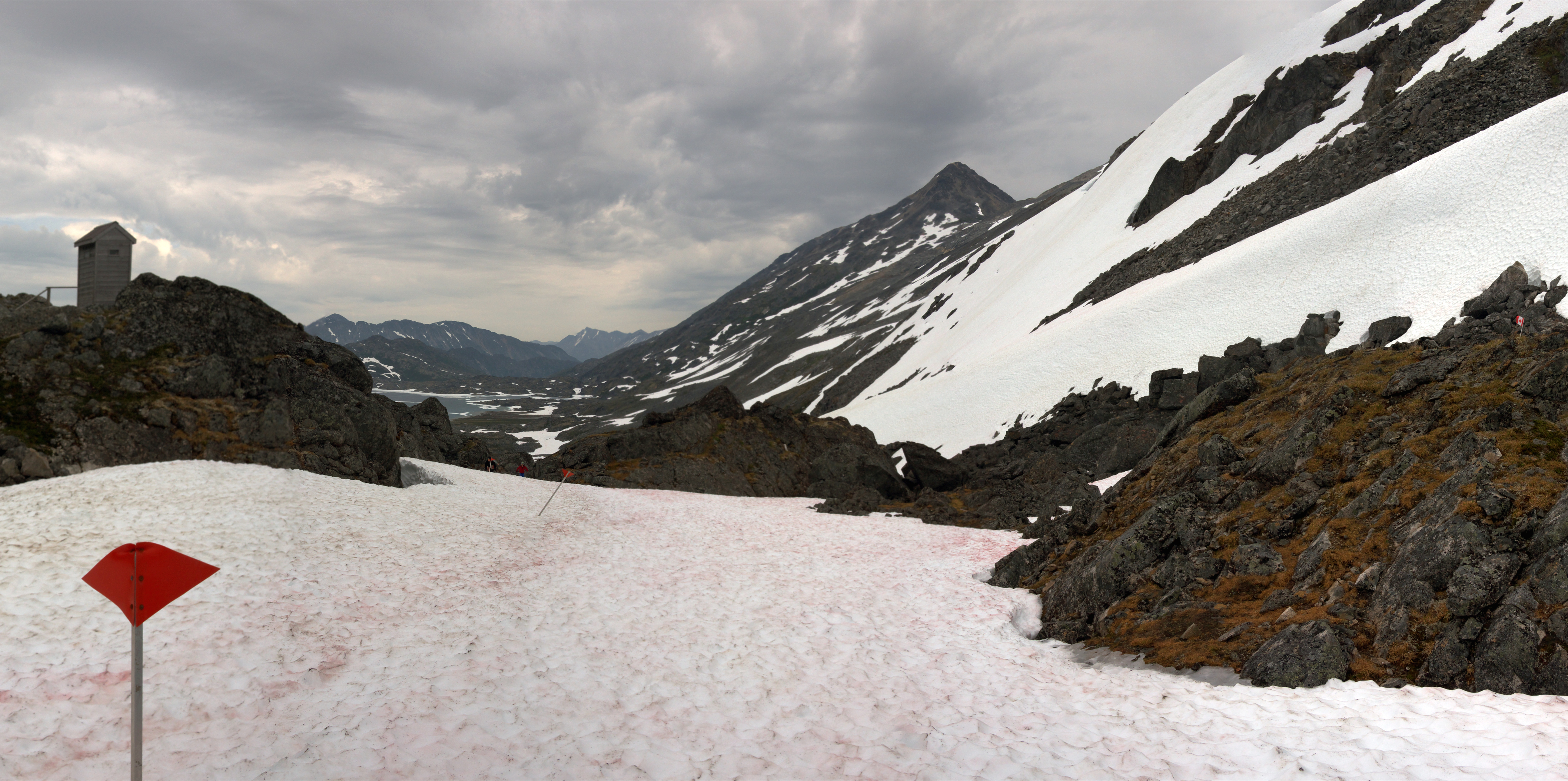

Chilkootpasset är ett 1067 meter högt bergspass genom Boundary Ranges i Kustbergen i Alaska, USA och British Columbia, Kanada. Det är den högsta punkten längs Chilkoot Trail som leder från Dyea i Alaska till Bennett Lake i British Columbia. Chilkoot Trail var leden som användes av tlingitfolket för att handla och senare av guldsökare under guldruschen i Klondike.
Under guldruschen byggdes flera kabinbanor över passet. Då järnvägen White Pass and Yukon Route byggdes i närliggande White Pass slutade Chilkootpasset till stor del att användas.
Passet sköts numera av nationalparksadministrationer i USA och Kanada. På kanadensiska sidan kallas området Chilkoot Trail National Historic Site och på amerikanska sidan är det en del av Klondike Gold Rush National Historical Park. Under sommaren 1998 förenades parkerna till Klondike Gold Rush International Historical Park. Besökare kan numera vandra leden mot en avgift.